# Bruce Davis
Bruce McGregor Davis (5 de octubre de 1942) es un antiguo miembro de la Familia Manson que ha sido descrito como la "mano derecha" de Charles Manson.

## Primeros años
Bruce Davis nació el 5 de octubre de 1942 en Monroe, Luisiana. Davis fue editor del anuario de su instituto y asistió a la Universidad de Tennessee por tres años. En 1962, viajó a California donde trabajó en la construcción en el lago Tahoe y después se sumergió en la contracultura psicodélica.
En 1967, Davis conoció a Charles Manson y sus asociadas Mary Brunner, Lynette Fromme, y Patricia Krenwinkel en Oregón. Al igual que Manson, tenía interés en la cienciología y se convirtió en su principal asistente y tesorero del grupo.
Davis vivió en Londres de noviembre de 1968 a abril de 1969 trabajando en la sede de la Iglesia de la Cienciología."

## Asesinatos de la Familia Manson
Davis estaba presente cuando, en julio de 1969, Manson cortó la oreja y mejilla izquierdas de Gary Hinman. A finales de agosto, Davis participó en el asesinato del capataz del rancho Spahn "Shorty" Shea. Davis estaba presente cuando, el 5 de noviembre de 1969, John Philip Haught apodado "Zero", presuntamente se mató jugando a la ruleta rusa.
En abril de 1970, Davis fue implicado en la tortura y asesinato de Gary Hinman, a pesar de que fue Bobby Beausoleil quien de hecho acuchilló a Hinman a muerte. Después, Davis huyó y se escondió, entregándose finalmente el 2 de diciembre de 1970.

## Condena y prisión
En 1972, Davis fue condenado en el Condado de Los Ángeles por dos cargos de asesinato en primer grado por los asesinatos de Hinman y Shea, conspiración para cometer asesinato, y robo.  California había abolido recientemente la pena de muerte, por lo que fue sentenciado a cadena perpetua. Inició su condena el 21 de abril de 1972. Se convirtió al cristianismo evangélico ejerciendo como predicador en la capilla de la prisión y ha mantenido un registro disciplinario limpio desde 1980. Se le encontró apto para la libertad condicional en 2010, 2012, 2014, 2015 y 2017. En cada caso, el gobernador en funciones ordenó una revisión o revocó la decisión.